# Modèles ARCH
Pour les articles homonymes, voir ARCH.
En économétrie, les modèles ARCH (AutoRegressive Conditional Heteroskedasticity) sont utilisés pour caractériser et modéliser des séries chronologiques.
Ces modèles sont souvent appelés les modèles ARCH (Robert F. Engle, 1982), bien qu'une variété d'autres acronymes sont appliqués à des structures particulières du modèle qui ont une base similaire. Les modèles ARCH sont employés couramment dans la modélisation de séries temporelles financières, qui comportent des volatilités variables c'est-à-dire des périodes agitées suivies par des périodes de calme relatif. Dans ces modèles, la variance conditionnelle au temps t est variable. Elle dépend par exemple du carré des réalisations précédentes du processus ou du carré des innovations.
Un modèle ARCH(q) peut par exemple être défini de la manière suivante : {\displaystyle ~\epsilon _{t}=\sigma _{t}z_{t}~}. Dans lequel {\displaystyle ~\epsilon _{t}} représente les innovations de la série, et {\displaystyle z_{t}}, une normale centrée réduite.  {\displaystyle \sigma _{t}} vaut alors {\displaystyle \sigma _{t}^{2}=\alpha _{0}+\alpha _{1}\epsilon _{t-1}^{2}+\cdots +\alpha _{q}\epsilon _{t-q}^{2}=\alpha _{0}+\sum _{i=1}^{q}\alpha _{i}\epsilon _{t-i}^{2}}, et la variance conditionnelle dépend bien des valeurs précédent du processus, tandis que la variance est constante.